# Associazione Calcio Liguria 1944-1945
Questa voce raccoglie le informazioni riguardanti l'Associazione Calcio Liguria nelle competizioni ufficiali della stagione 1944-1945.

## Rosa
| N. |                   | Ruolo | Calciatore       |
| -- | ----------------- | ----- | ---------------- |
|    | Italia (bandiera) | P     | Luigi Caburri    |
|    | Italia (bandiera) | D     | Aldo Parena      |
|    | Italia (bandiera) | D     | Giuseppe Merlo   |
|    | Italia (bandiera) | D     | Edilio Solari    |
|    | Italia (bandiera) | C     | Cecilio Pisano   |
|    | Italia (bandiera) | D     | Ernesto Sandroni |

| N. |                   | Ruolo | Calciatore         |
| -- | ----------------- | ----- | ------------------ |
|    | Italia (bandiera) | C     | Pietro Castigani   |
|    | Italia (bandiera) | A     | Ernani D'Alconzo   |
|    | Italia (bandiera) | A     | Giuseppe Carissimi |
|    | Italia (bandiera) | A     | Angiolo Bonistalli |
|    | Italia (bandiera) | A     | Bruno Borri        |

## Statistiche

### Statistiche dei giocatori
Fonte:
| Giocatore     | Coppa Città di Genova | Coppa Città di Genova |
| Giocatore     | Presenze              | Reti                  |
| ------------- | --------------------- | --------------------- |
| G. Bonelli    | 3                     | 0                     |
| A. Bonistalli | 6                     | 5                     |
| B. Borri      | 8                     | 5                     |
| L. Caburri    | 8                     | -13                   |
| G. Carissimi  | 8                     | 4                     |
| P. Castignani | 7                     | 0                     |
| E. D'Alconzo  | 7                     | 6                     |
| A. Gè         | 8                     | 9                     |
| G. Merlo      | 7                     | 0                     |
| ?. Monaci     | 1                     | 0                     |
| A. Parena     | 8                     | 0                     |
| G. E. Piazza  | 1                     | 0                     |
| C. Pisano     | 7                     | 0                     |
| E. Sandroni   | 8                     | 1                     |
| E. Solari     | 1                     | 0                     |